# Edenred
Edenred je společnost specializující se na zaměstnanecké benefity, konkrétně stravenky a poukázky na kulturu, sport či zdravotní péči. Vznikla v roce 2010 oddělením se od skupiny Accor. Nejznámější produkt, poukázka (stravenka) Ticket Restaurant, byla poprvé představena ve Francii v roce 1962. Od té doby expandovala do celého světa, včetně České republiky.
Společnost Edenred se zabývá předplacenými digitálními službami pro firmy a instituce. Patří mezi provozovatele elektronických stravenek (pod názvem Ticket Restaurant Card), za které získala ocenění IT projektu roku 2015. Je také hlavním partnerem evropského projektu FOOD, který přispívá k propagaci zdravé životosprávy zaměstnanců během pracovního dne a k boji s obezitou.

## Historie
Po vyčlenění ze skupiny Accor Group v červnu 2010 vznikla samostatná společnost Edenred se sídlem v Paříži. V roce 2009 koupila společnost Edenred CZ (tehdy ještě s původním názvem Accor Services CZ) české firmy skupiny Exit group a k 1. listopadu 2010 je spojila do jedné společnosti Edenred CZ, s. r. o.
V současnosti společnost existuje ve 42 zemích světa na pěti kontinentech (Severní a Jižní Amerika, Evropa, Asie a Afrika) a má kolem 6300 zaměstnanců. Své služby poskytuje 41 milionům uživatelů z 660 000 firem a veřejných institucí, kteří je uplatňují u téměř 1 400 000 partnerských provozoven.

## Společenská odpovědnost
Společnost v roce 2016 v ČR v rámci boje s obezitou zahájila program Firma na talíři. Mezi další projekty s podporou Edenred patří Evropský program na podporu zdravého a vyváženého stravování FOOD (Fighting Obesity through Offer and Demand) nebo Den země, Světový den výživy, Do práce na kole, Rodiče na start (Aperio – Společnost pro zdravé rodičovství) a další.

## Produkty Edenred
Ve světě i v České republice zahrnuje portfolio společnosti Edenred produkty a služby pro soukromé firmy i veřejné instituce. Jedná se o zaměstnanecké benefity, řízení firemních nákladů, motivace a odměny, veřejné sociální programy. Zároveň společnost Edenred usiluje o přechod z papírových poukázek na elektronické předplacené karty doprovázené aplikacemi pro mobilní zařízení (TicketCard) a webovými službami. Poukázky Edenred přinášejí daňová zvýhodnění firmám i jejich zaměstnancům. S pomocí poukázek lze snížit daně a pojistné placené za zaměstnance a přitom zvýšit čistý příjem zaměstnanců.
Papírové poukázky
- Ticket Restaurant – standardní stravenka
- Ticket Benefits – pro volnočasové aktivity (sport, rekreace, kultura, zdravotní péče atd.)
- Ticket Compliments Dárkový – dárkový poukaz
- Ticket Service – poukázka pro výplatu příspěvku na živobytí; slouží k nákupu základních životních potřeb, například potravin, potřeb osobní hygieny, oděvů a obuvi
- Ticket Čistý – poukázka určená na úhradu mycích, čisticích a pracích prostředků a služeb čistíren oděvů

Digitální poukázky a karty
- Ticket Restaurant Card – elektronická stravenková karta; karta je bezkontaktní, chipová a zabezpečená PIN kódem
- Ticket Benefits Card – předplacená karta se zaměstnaneckými benefity
- Cafeterie Benefity Café – on-line platforma pro řízení, správu a čerpání zaměstnaneckých benefitů; jedná se o e-shop s benefity, kde si zaměstnanec vybere z nabídky benefitů
- Ticket Junior – elektronický portál, který nabízí rodičům možnost platit dětem volnočasové aktivity, kroužky a předškolní péči on-line
- e-Ticket – je elektronická poukázka, kterou je možné vygenerovat online v benefitním portálu Benefity Café a předložit ji v provozovně partnera při úhradě za zboží a služby

Edenred také poskytuje karty pro využívání dávek žadatelům o azyl.

## TicketCard by Edenred
TicketCard by Edenred je mobilní aplikace společnosti Edenred CZ, s. r. o., pro držitele stravenkových karet Ticket Restaurant® Card a volnočasových karet Ticket Benefits Card. Zdarma poskytuje funkce pro správu a používání karet. Aplikace vyhledává provozovny akceptující karty, zobrazuje aktuální disponibilní zůstatek na kartě, poslední transakce na kartě. Aplikace je dostupná pro iOS, Android i Windows.